# 王崇耀
王崇耀（1976年7月23日—）為台灣的棒球選手之一，僅僅兩年的職棒生涯效力於中華職棒興農牛及兄弟象。目前為兄弟象的捕手教練。

## 經歷
- 高雄市復興國小少棒隊
- 高雄市港都少棒隊
- 台北市華興中學青少棒隊
- 台北市華興中學青棒隊
- 聲寶巨人棒球隊
- 陸光棒球隊
- 中華職棒興農牛（1999年）
- 中華職棒兄弟象（2000年5月1日～2001年1月28日）
- 嘉義縣東石高中青棒隊教練（2002年～2009年11月6日）
- 嘉義縣吳鳳學院棒球隊教練（2007年～2009年11月6日）
- 中華職棒兄弟象捕手教練（2009年11月7日～2013年3月18日）
- 小馬社區棒球隊總教練
- 高雄市高雄大學棒球隊教練
- 高雄市橋頭國中青少棒球隊教練

## 職棒生涯成績
| 年度   | 球隊   | 出賽 | 打數 | 安打 | 全壘打 | 打點 | 盜壘 | 四死球 | 三振 | 壘打數 | 雙殺打 | 打擊率 |
| ------ | ------ | ---- | ---- | ---- | ------ | ---- | ---- | ------ | ---- | ------ | ------ | ------ |
| 1999年 | 興農牛 | 77   | 237  | 39   | 0      | 18   | 6    | 7      | 38   | 43     | 1      | 0.165  |
| 2000年 | 兄弟象 | 10   | 10   | 2    | 0      | 0    | 0    | 1      | 1    | 2      | 0      | 0.200  |
| 合計   | 2年    | 87   | 247  | 41   | 0      | 18   | 6    | 8      | 39   | 45     | 1      | 0.166  |

## 特殊事蹟
- 1999年於捕手守備位置年度被盜壘成功102次 (盜壘阻殺42次) ，至今仍為聯盟紀錄。(歷年第二名陳俊和96次--1998年、第三名林泓育93次--2010年、第四名王宸浩91次--1999年)

## 外部連結
- 王崇耀在台灣棒球維基館上的頁面（繁體中文）
- 王崇耀在中華職棒
- 王崇耀在Baseball-Reference.com（小聯盟以及海外聯盟）（英语）